# Extrême Ghostbusters
Extrême Ghostbusters (Extreme Ghostbusters) est une série télévisée d'animation américaine en 40 épisodes d'environ 25 minutes créée par Dan Aykroyd et Harold Ramis d'après le film SOS Fantômes, diffusée entre le 1er septembre et le 8 décembre 1997 en syndication. Extrême Ghostbusters sert également de suite à la série animée des années 1980, SOS Fantômes.
En France, elle a été diffusée à partir du 2 septembre 1998 sur France 3 dans l'émission Les Minikeums, puis sur Canal J.

## Synopsis
Après la fin de l'activité surnaturelle dans la ville, SOS Fantômes a fermé et ses membres se sont séparés. Le seul chasseur de fantômes encore en ville est Egon Spengler, qui est resté pour surveiller l'armoire de stockage. Egon passe aussi le reste de son temps à enseigner le paranormal à l'université de New York devant des classes peu peuplées et souvent peu intéressées.
Cependant, les choses commencent rapidement à s'agiter : un esprit nommé « Achira » est libéré lors des travaux de construction d'un tunnel de métro. La créature se met alors à attaquer la ville, tandis que celle-ci est également confrontée à la réapparition de nombreux revenants. Face à cette situation, Egon Spengler n'a d'autre choix que de recruter de nouveaux chasseurs de fantômes parmi ses étudiants et de créer de nouveaux équipements anti-fantômes plus sophistiqués.
La nouvelle équipe inclut Kylie Griffin, une jeune fille gothique surdouée et experte en occulte, Eduardo Rivera, un Latino-Américain cynique, Garrett Miller, un jeune paraplégique pourtant très sportif qui utilise une chaise roulante, et Roland Jackson, un Afro-Américain féru de technologies. Réapparaissent aussi Janine Melnitz, l'ancienne secrétaire de SOS Fantômes qui reprend du service, et Slimer, le petit fantôme vert et glouton qui apparaît généralement dans un cadre comique. Dirigée par Egon Spengler, cette nouvelle équipe entreprend de débarrasser New York des revenants, malgré le scepticisme des autorités vis-à-vis de leur travail.
Dans les deux derniers épisodes de la série, l'équipe d'origine des Ghostbusters (Dr Peter Venkman, Dr Raymond Stantz et Winston Zeddemore) revient à New York pour fêter l'anniversaire d'Egon et ont des frictions avec la nouvelle équipe. Dans le dernier épisode, ils font tous équipe contre un démon venu du Triangle des Bermudes qui menace de détruire New York.

## Distribution
| - Maurice LaMarche : Egon Spengler - Pat Musick : Janine Melnitz - Rino Romano : Eduardo Rivera - Alfonso Ribeiro : Roland Jackson - Jason Marsden : Garrett Miller - Tara Charendoff : Kylie Griffin - Billy West : Slimer | - Jean-Pierre Leroux : Egon Spengler - Céline Monsarrat : Janine Melnitz - Edgar Givry : Eduardo Rivera - Thierry Desroses : Roland Jackson - Éric Aubrahn : Garrett Miller - Virginie Méry : Kylie Griffin |

## Épisodes
1. Un nouveau départ - 1re partie (Darkness at Noon - Part 1)
2. Un nouveau départ - 2e partie (Darkness At Noon - Part 2)
3. Le Robot de glaise (The True Face of a Monster)
4. La Cave des angoisses (Fear Itself)
5. Réalité ou fiction (Deadliners)
6. Les Treize Élus (Casting the Runes)
7. La Machine infernale (The Infernal Machine)
8. Le Festin de minuit (Home Is Where the Horror Is)
9. Clowneries (Killjoys)
10. Le Talisman maléfique (The Unseen)
11. Reine d'un jour (The Crawler)
12. Le Joueur de flûte (The Pied Piper of Manhattan)
13. Meilleurs vœux (Be Careful What You Wish For)
14. Le Gremlin facétieux (Grease)
15. Le Diable de Jersey (The Jersey Devil)
16. La Créature des fonds marins (Dry Spell)
17. La Mélodie du bonheur (Sonic Youth)
18. La Prophétie (Ghost Apocalyptic Future)
19. Le Sceptre de Donar (Bird of Prey)
20. Graine de démon (Seeds of Destruction)
21. La Vengeance du lutin (The Luck of the Irish)
22. Les Fantômes des miroirs (The Ghostmakers)
23. Le Sacrifice de Slimer (Slimer's Sacrifice)
24. Jeux interdits (Grundelesque)
25. Le Maître des rêves (In Your Dreams)
26. La Baleine géante (Moby Ghost)
27. La Créature radioactive (Fallout)
28. Les Yeux du dragon (Eyes of a Dragon)
29. L'Amour au fond du puits (Till Death Do Us Start)
30. La Faim justifie les moyens (Glutton for Punishment)
31. L'Emprise d'essence (Ghost in the Machine)
32. Une vie de chien (Dog Days)
33. Les Hommes taupes (Mole People)
34. La Reine des sangsues (A Temporary Insanity)
35. Drôles de Trolls (Rage)
36. Les Trois Crânes de cristal (Heart of Darkness)
37. Le Sphinx (The Sphinx)
38. Le Cercle des sorcières (Witchy Woman)
39. Redge : 1re partie (Back in the Saddle - Part 1)
40. Les Retrouvailles - 2e partie (Back in the Saddle - Part 2)

### Commentaire
Le bibendum est mentionné dans cette série et on ne sait presque rien de son sort.

## DVD
En France que la saison 1 (Partie 1 - 13 épis) de sortie le 24 juin 2009 chez l'éditeur Sony Pictures